# Crims al Bàltic: El cementiri de cadells

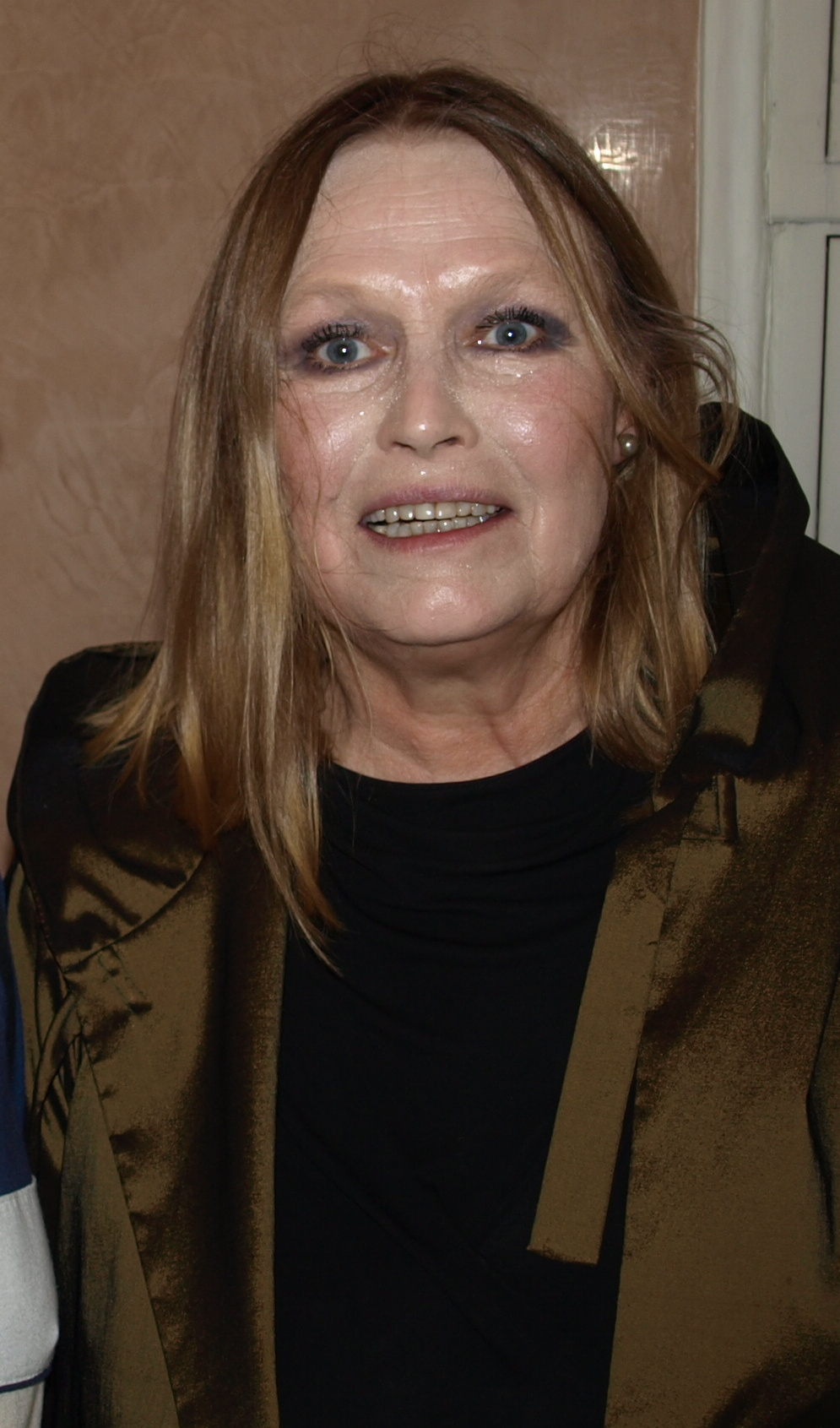
La polonesa Iwona Bielska interpreta la gerent d'infermeria Elena Herzog (foto del 2015).

Crims al Bàltic: El cementiri de cadells (títol original en alemany, Der Usedom-Krimi: Friedhof der Welpen) és un telefilm alemany de 2023 de la saga de pel·lícules de ficció criminal Crims al Bàltic. Va ser produït per Polyphon Film- und Fernsehgesellschaft mbH per a Das Erste en nom d'ARD Degeto i NDR. Representa la vintena entrega de la sèrie de telefilms i es va emetre per primer cop el 9 de novembre de 2023. S'ha doblat al català per a TV3, que el va estrenar el 23 de març de 2025.
La pel·lícula es va rodar del 20 de novembre de 2022 al 24 de març de 2023 a l'illa d'Usedom al mar Bàltic, a Brandenburg i a Berlín.
La primera emissió va ser seguida per un total de 6,85 milions d'espectadors a Alemanya, la qual cosa va suposar a una quota d'audiència del 26,3 % al canal Das Erste.